# The Sarah Silverman Program
The Sarah Silverman Program é uma sitcom.

## Elenco
- Sarah Kate Silverman é Sarah Silverman
- Laura Silverman é Laura Silverman
- Steve Agee é Steve
- Brian Posehn é Brian
- Jay Johnston é Jay

## No Brasil
No Brasil a série é transmitida pelo Comedy Central.